# 新モン州党
新モン州党（しんモンしゅうとう、ビルマ語: မွန်ပြည်သစ်ပါတီ、ALA-LC翻字法: Mvanʻ praññʻ sacʻ pātī、ビルマ語発音: [mʊ̀m pjì t̪ɪʔ pàtì] ムン・ピー・ティッ・パーティー; モン語: ဗော်ဍုၚ်မန်တၟိ; 英語: New Mon State Party、略称: NMSP）はミャンマーの政治組織である。その軍事組織であるモン国民解放軍（MNLA）は1949年以来ミャンマー政府と戦ってきたが、呼称は異なっていた。NMSPは政府が後援する「全国大会」を通じて、憲法改革および政治改革を推進を試みてきたものの何度も失敗に終わっている。NMSPは1995年に政府との停戦協定に署名していたが、党が国境警備隊へ転換することを受け入れずに拒否し、協定は無効となった。2018年2月に再び政府との停戦協定に署名することとなった。
2018年時点での委員長はナイ・トーモン（Nai Htaw Mon; モン語: နာဲထဝ်မန်）、総書記はナインアウンミンであったがナイ・トーモンは健康上の理由により辞任し、2020年には委員長がナイ・ホンサー（Nai Hongsar; モン語: နာဲဟံသာ）となっている。

## 歴史

### 前史
モン族は古くから東南アジアに住む民族で、かつてはスワンナプーム王国、ドヴァーラヴァティー王国、ペグー王国などのモン族の王国が栄えたが、1757年に再興ペグー王国が滅亡した後は衰退した。1852年の第二次英緬戦争後、モン族の居住地のほとんどは英植民地下に置かれたが、その際、モン族居住地はビルマ族が大多数を占める「管区ビルマ（Ministerial Burma）」に組み込まれ、管区内ではビルマ語の使用が奨励されたため、同じ仏教徒のモン族のビルマ族への同化が進んだ。例えば、エーヤワディー地方域・ヘンサダ郡区は、1856年の国勢調査では人口の半分がモン族だったが、1911年の国勢調査では人口53万2,357人のうち、モン族と自称していたのはわずか1,224人だった。このようにモン族の民族主義者の間では、失われゆく民族・文化への危機感が常に存在した。
1939年8月6日、ヤンゴンのシュエダゴン・パゴダ近くで、初のモン族の文化組織・全ラーマニャ・モン協会（All Ramanya Mon Association：ARMA）が設立された。ARMAの目的はモン族の言語・文化・宗教の保存で、当時、急成長していたビルマ族の民族運動を分裂させることを恐れて政治活動には消極的で、日本占領時代はほとんど活動していなかった。戦後のモン族民族主義指導者の多くが元ARMAのメンバーであり、ARMAはカレン族にとってのカレン民族協会のような存在であった。
戦後、ARMAは活動を再開させたが、相変わらず文化活動に限定されていた。そこで、それに飽きたらないモン族民族主義者たちは、1945年11月9日、統一モン協会（United Mon Association：UMA）を設立、モン建国記念日を制定し、モン語の公用語化、ビルマ連邦におけるモン族国家の樹立を主張した。当初、アウンサンの反ファシスト人民自由連盟（AFPFL）に協力的だった。しかしこのUMAの政治姿勢に不満な急進的なモン族民族主義者もいて、ARMAはUMAのメンバーを除名。そして1947年2月に開催されたパンロン会議にモン族代表が招待されず、モン州の設置すら認められないことが判明すると、急進派はカレン族民族主義者に接近し、1947年2月5日～7日、ヤンゴンで開催され、カレン民族同盟（KNU）が結成された全カレン会議に出席し、同年4月に実施された制憲議会選挙にもほとんどが棄権した。
選挙後の8月、のちにナイ・シュエチンと改名するナイ・バールイン（Nai Ba Lwin）が、モン族政党・モン自由連盟（Mon Freedom League：MFL）を設立。さらにUMAとMFLの指揮系統を統一するために、モン問題機構（Mon Affairs Organisation：MAO）が設立され、同年後半にはモン統一戦線（Mon United Front：MUF）に発展解消したが、急進路線に拒否反応を示したUWAは参加しなかった。結成後、モン族全国大会が開催され、「民主的・政治的手段でモン族国家の樹立が達成されなければ武力的手段に訴える」という決議が採択された。

### 独立直後の反乱
1948年1月4日、ビルマ連邦は独立したが、その直後の1948年4月2日、ビルマ共産党（CPB）が蜂起し、同年、カレン族のKNUが反乱を起こした。また人民義勇軍（PVO）の共産党支持派、ミャンマー軍（以下、国軍）内の共産党支持派も離反し、ミャンマー全土が内戦状態となった。

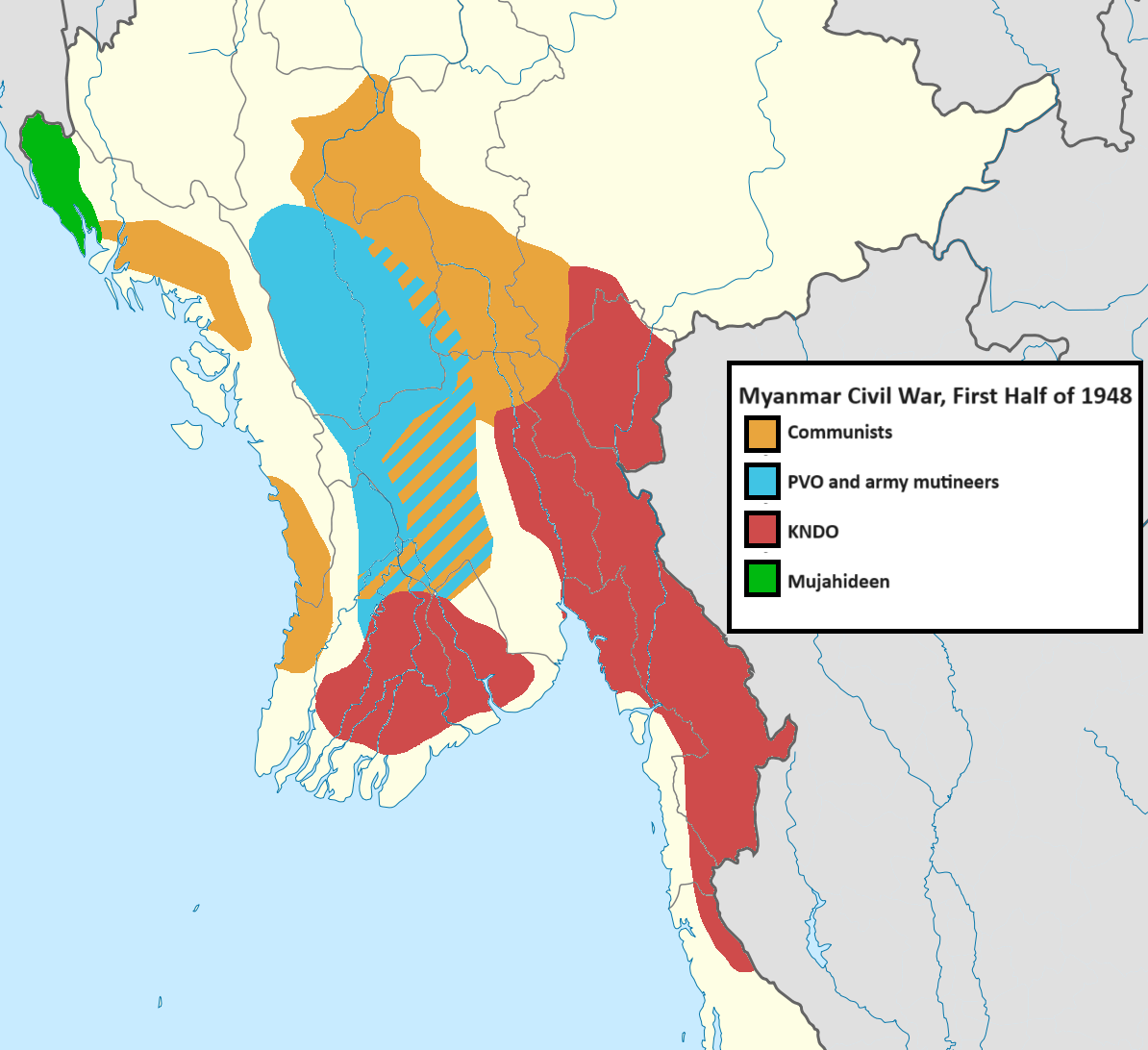
戦局図（1948年）。この図からわかるとおり、独立直後の反乱の主要アクターは、CPB、PVO、カレン族だった。

モン族民族主義者たちも、同年3月、カレン民族防衛機構（KNDO）をモデルにした武装組織・モン民族防衛機構（Mon National Defence Organisation:MNDO）を設立。8月、KNUと4石目の覚書で合意し、10月、批准した。これはその後長く続くKNUとの同盟の基礎となった。同年8月31日、KNDO・MNDO連合軍はモーラミャインを占拠したが、少数民族の要望を聞くために地方自治調査委員会を設置するという政府の提案を受諾して、1週間で撤退した。しかし件の委員会では、カレン州の設置は認められたものの、首相のウー・ヌが「モン族とビルマ族は同じで、モン族という別個の民族的アイデンティティは考慮すべきではない」と述べ、モン州の設置は認められなかった。

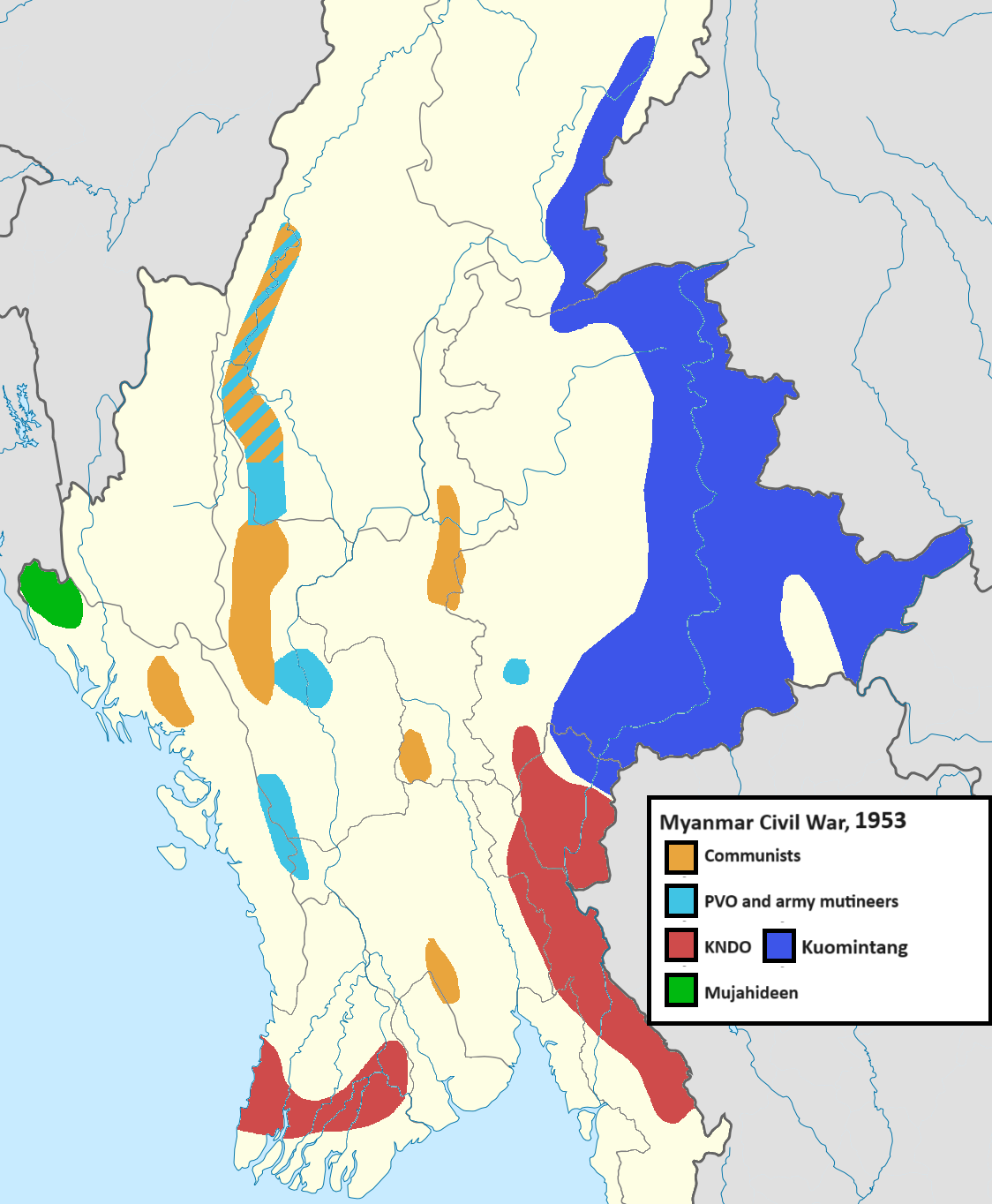
戦局図（1953年）

しかし1949年5月、インセインの戦いに敗れ、1950年8月12日、KNUのリーダー・ソー・バウジーが戦死すると、KNDO・MNDO連合軍は勢いを失った。1952年、バラバラになっていたモン族武装勢力を再結集するために、モン人民連帯グループ（Mon People's Solidarity Group：MPSG）が結成され、同年のカレン州設立を見届けた後の1953年3月27日、MPSGはモンランド暫定政府の樹立を宣言した。そしてシャン州に陣取った中国国民党軍（泰緬孤軍）との連携を試みるも上手くいかなかったので、タイ王国軍との連携に活路を見出した。タイ王国軍にとって泰緬国境地帯の武装勢力は、ミャンマーの弱体化を図るため、国境警備隊代わりにするため利用価値があった。1955年、MPSGはモン人民戦線（Mon People's Front：MPF）に再編され、翌1956年、KNU、カレンニー民族進歩党（KNPP）、統一パオ民族主義者機構（UPNO）とともに初の少数民族武装勢力の同盟・民主民族主義者統一戦線（DNUF）を結成した。しかし、全体として戦線は膠着していた。

### 新モン州党（NMSP）

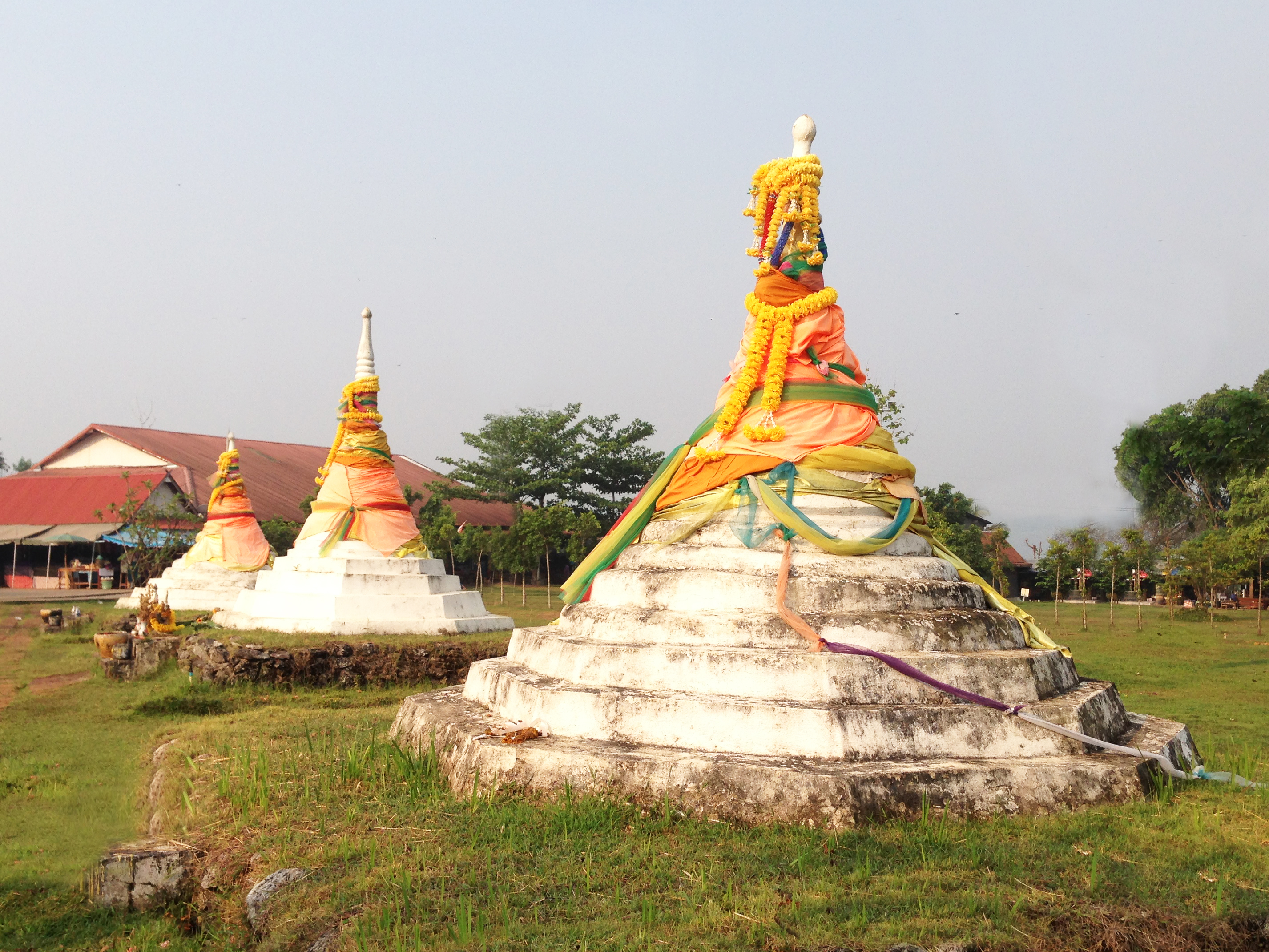
スリーパゴダパス

#### 結成
1958年、ウー・ヌ首相が、「民主主義のための武器」と呼んだ全反乱軍に対する恩赦を発布すると、反共派のMPF隊員1,111人がこれに応じて降伏した。一方、降伏しなかった唯一のMPF幹部・ナイ・シュエチンは、ジャングル地帯で新モン州党（NMSP）を結成、KNUが国境ゲートを設置していたスリーパゴダ峠近郊のナムコック村（Nam Khok）に本部を置いた。当初100人にも満たないメンバーだったが、全面的にCPBの支援を受け、翌1959年にはCPBも加盟する親共同盟・民族民主統一戦線（NDUF）にも参加した。KNUがボー・ミャの個人独裁的色彩が強かったのに対し、NMSPは幹部批判も許容されるより民主主義的色彩が強かった。
1960年2月の第4回総選挙の際、ウー・ヌはモン州とラカイン州の設置を公約。総選挙ではウー・ヌの連邦党が圧勝、モン族議員も4人当選し、モン州設置の準備を進めるためのモン省が設立された。また1961年6月、シャン族の初代大統領・サオ・シュエタイッらシャン州の元土侯たちが中心となって、「真の連邦制」を求めてタウンジーで開催した全州会議にもモン族の代表が出席、チン州、ラカイン州と並んでモン州の設置を求める決議が採択された。武装闘争ではなく、政界でモン州の設置が実現しそうに見えた。しかし、1962年3月2日、ネ・ウィンは軍事クーデターを決行し、ビルマ連邦革命評議会を最高統治機関とする軍人独裁政権が成立、モン州の夢は水泡に帰した。翌1963年、ネ・ウィンは全反乱軍を対象にした和平交渉を主催、ナイ・シュエチンはNDUF代表として参加したが、交渉は決裂。そして、軍政のこの一連の動きに不満を募らせた多くのモン族の若者が、NMSPに新たに加わった。

#### 闇経済
ネ・ウィン時代、ビルマ式社会主義の下、ほぼすべての商工業資本が国有化されたことにより著しい経済不効率、深刻なモノ不足が生じ、その穴をインド人、中国人を主とする闇商人・密輸業者が埋めた。彼らはタイ、中国、インド、東パキスタン（バングラデシュ）の国境地帯に馳せ参じ、特にKNUやNMSPが陣取っていた泰緬国境での密貿易は盛んで、タイからミャンマーへは消費財、繊維製品、機械類、医薬品、ミャンマーからタイへはチーク材、鉱物、ヒスイ、宝石、アヘンが流れていった。当時、ミャンマーで入手できる消費財の80%がタイからの密輸品で、1970年代後半には、KNUが扱う貿易額は年間1億ドル、ミャンマー政府の公式貿易額の3分の1に達したという推計もある。政府としても即座にモノ不足を解消する手立てがないために件の密貿易を黙認するしかなかった。
KNUやNMSPは、国境にゲートを設立し、貿易品の価格に3～5％の通行税をかけて莫大な利益を上げ、幹部たちはタイ領土内に豪邸を構え、贅沢な暮らしを享受した。組織は財務、外務、法務、貿易、軍事などの部門に分かれてミニ国家然とし、領土内には学校や病院が建設された。貿易利権をめぐって他の武装組織と衝突したり、組織内での諍いも頻発した。タイ政府も、タイ共産党（CPT）とCPBとの関係を断つために、泰緬国境地帯の少数民族武装勢力を国境警備隊代わりに利用することを考えて密貿易を黙認し、彼ら自身も密貿易に関わって莫大な利益を上げた。KNUやNMSPはバンコクに事務所を設立し、彼らの部隊はタイ王国軍と協力してパトロール、情報収集、通信活動を行った。またKNU、NMSPはタイ王国軍から兵器を購入したほか、当時内戦中だったラオス、カンボジアの国境に馳せ参じて戦場から直接兵器を購入し、タイ領土を横断して泰緬国境まで輸送する際に、タイ当局に賄賂を支払った。

#### 議会制民主主義党との同盟
1969年、元首相のウー・ヌが、独立の英雄・30人の同志や民政時代の旧政治家を引き入れて議会制民主主義党（PDP）を結成、さらにKNU、NMSPとともに民族統一解放戦線（NULF）という同盟を結成した。NMSPはモン州を設置しようとしたウー・ヌに対する恩義を忘れていなかった。またこれを契機にNMSPはCPBとの関係を一切断った。
KNU・NMSP・PDP連合軍は、ダウェイ、モーラミャイン、タトン、タウングーにある国軍の前哨基地を攻撃した。PDPの発表では、1971年に30回、1972年に80回、1973年前半に47回の戦闘があり、その2年半の間に国軍兵士925人を殺害し、1,000人以上を負傷させ、損失は死者88人、負傷者92人だったのだという。その他、鉄道や送電線を破壊してインフラを麻痺させたりもした。MNLAP-PLA連合軍は、モーラミャイン～イェー間の鉄道線路を繰り返し破壊し、KNLA-PLA連合軍は、ミェイクのジャングル地帯からタウングーの山岳地帯まで活動し、バルーチャン（ローピタ）水力発電所からの送電線を爆破して、度々ヤンゴンで停電を引き起こした。
しかし1972年4月、KNUの幹部がカレン州の分離独立権を主張すると、ウー・ヌは「各州の分離独立権を認めると、外国の内政干渉を許し、連邦崩壊を招く」と主張してPDP議長を辞任。PDP、NULFは事実上崩壊した。

#### 分裂
1971年8月、NMSPが最初の党大会を開催していた際、兵力は約1,000人にまで回復し、CIA、タイ王立軍、カンボジアのロン・ノル政権から支援を受けていた。この党大会では軍事部門のモン民族解放軍（MNLA）が正式に発足、1973年には10年間の獄中生活から持ってきた、初期独立運動の闘士で人望の厚いナイ・ノンラー（Nai Non Lar）が総司令官に就任した。1974年、政府は新憲法を制定してモン州を設置したが、NMSPは新憲法下でもモン族の自治権は認められないままと主張して、武装闘争を続行。同年12月、ウ・タントの葬儀の際に、国軍がデモ隊を弾圧すると、弾圧から逃れてきた若者たちの一部がNMSPに加わった。
しかし貿易利権やPDPから提供された200万バーツの資金をめぐり、派閥抗争が激化。1980年にはCPBへの協力をめぐって、NMSPは親共派のナイ・シュエチン派と反共派のナイ・ノンラー派に分裂し、後者は「公式NMSP」を名乗り、反共主義のKNUの支持を得た。1981年3月、両者の間で戦闘が勃発し、ナイ・シュエチン派は泰緬国境のタイ側の町・サンクラブリーに退却、CPBの支援を受けて存続した。1982年6月10日、公式NMSPは、民族民主戦線（NDF）に加盟した。
1987年12月9日になってようやく、カレンニー民族進歩党（KNPP）の仲介によりNMSPは再統合を果たし、ナイ・シュエチンが議長、ナイ・ノンラーが副議長に就任した。

#### KNUとの衝突
しかし、1988年7月23日、8888民主化運動の最中、ネ・ウィンがビルマ社会主義計画党（BSPP）議長を辞任したその日、スリー・パゴダ峠でNMSPとNKUとの間で戦闘が勃発した。NMSPとKNUは長らく同盟を組んでいたが、NMSPがモン州のほか、バゴー地方域、タニンダーリ地方域、エーヤワディー地方域をモン族の伝統的領土と主張していたのに対し、KNUもモン州を除くそれらの地域とカレン州をカレン族の伝統的領土と主張しており、両者は領土問題を抱えていた。また泰緬国境のゲートから得られる税収の大半がKNUに流れていることにNMSPはかねがね不満を抱いており、両者の間では度々小規模な衝突が生じていたが、今回はこれまでのNMSPの不満が爆発した形だった。KNUはNMSPを「格下」と見なしていた。戦闘は27日間続き、少なくとも50人のMNLA兵士と30人～100人のKNLA兵士が死亡し、民間人も多数死亡、約6,000人の避難民が国境のタイ側へ逃れた。再びKNPPが仲介に乗り出し、国境貿易の利益は両者の間で折半することになったが、大きなわだかまりが残った。

### 停戦

#### 停戦合意
1988年9月18日、クーデターによりて国家秩序回復評議会（SLORC）が樹立されると、8888民主化運動に参加した学生や若者たちは、KNU、KNPP、NMSPの領土にも逃れてきた。1988年～1990年の間にほんとんどがモーラミャイン出身のモン族の若者が約1,300人、泰緬国境に集ったと伝えられるが、そのほとんどが全ビルマ学生民主戦線（ABSDF）ではなくNMSPに加わった。同年11月、少数民族武装勢力と民主派組織の同盟・ビルマ民主同盟（DAB）が結成され、ナイ・シュエチンが副議長に就任した。
しかし、以下のようにNMSPを取り巻く状況が悪化した。
1. 1989年8月8日、亡命学生たちの間で人気があったナイ・ノンラーが急死し、NMSPとABSDFとの関係が希薄になり、1991年までにABSDFの拠点はすべてKNU領土に移った[23]。
2. 同年3月12日、CPBがコーカン族、ワ族の末端兵士の反乱により崩壊したが、民主派勢力とCPB残存勢力との同盟を恐れた国家法秩序回復評議会（SLORC）は、直ちに彼らと停戦合意を結んだ。これによりSLORCは泰緬国境のKNU、KNPP、NMSPに集中する環境が整った[23]。
3. CPTの脅威を排除したタイが、これまで国境警備隊代わりにに利用していたミャンマーの少数民族武装勢力を、むしろ両国に跨る広域経済圏形成の障害と見なすようになり、泰緬国境地帯の武装勢力に対して非協力的になった。1994年、タイ当局はバンコクのNMSP事務所を閉鎖した[24]。当時のタイ首相・チャートチャーイ・チュンハワンは「戦場を市場に変える」と喝破した[25]。当時、タイでは、「建設的関与」の名目の下、アンダマン海で発見されたヤダナ・ガス田（英語版）とイェタグン・ガス田（英語版）とタイを結ぶパイプラインの建設計画が持ち上がっていたが、このパイプラインはKNU・NMSPの領土を通る予定であった[26]。

1990年1月から2月にかけて、国軍はKNU・NMSP領土に猛攻撃を仕掛けスリーパゴダ峠を占拠、NMSPは最大の収入源を失った。NDF、DABに加盟する他の少数民族武装勢力も苦境に立たされ、1989年にシャン州軍（北）が政府と停戦合意を結んだのを皮切りに、続々と加盟組織が停戦合意を結び、NDF、DABは事実上崩壊した。1995年1月26日にはKNUの本拠地・マナプロウが陥落。このような状況下、NMSPは1993年から断続的にSLORC第1書記・キンニュンと断続的に和平交渉を続けていたが、同年6月29日、ついに停戦合意を結んだ。

#### 停戦合意の影響
1995年の停戦合意によってNMSPはモン州以外の領土を失ったが、武装解除はされなかった。またNMSPは、停戦合意後すぐにラマニャ・インターナショナル社（Rehmonya International Company）という企業を設立。政府から輸出入ライセンスと航空貨物・旅客ライセンスを与えられたが、ビジネス感覚の欠如により、党に利益をもたらすことはできなかった。さらに停戦合意後、モン州における政府のインフラ開発が進んだが、その際、村落の強制排除、強制労働などの人権侵害が報告され、新たに建設された道路・橋によって国軍の部隊がモン州の奥深くまで進入できるようになり、彼らに戦略的利益をもたらした。
またモン軍・メルギー県（Mon Army Mergui District：MAMD）、ナイ・ソーアウン・グループ（Nai Soe Aung Group）、ラーマニャ復興軍（Ramanya Restoration Army：RRA）、ホンサワトイ復興党（Hongsawatoi Restoration Party：HRP）など、停戦合意に不満な新たなモン族の武装組織の結成も相次いだが、いずれも国軍に脅威を与えることはできなかった。
1999年3月、ナイ・シュエチンは、自宅を訪れたジャーナリストのマーティン・スミスに「マーティン、どうやらわれわれは彼ら（国軍）とともに生きることも、彼らなしで生きることもできないようだ」と漏らした。ナイ・シュエチンは2003年3月3日、モーラミャインの自宅で亡くなった。

### 民政移管後
2009年～2010年、2008年憲法にもとづいてSPDCは、停戦合意を結んだ少数民族武装勢力に対して国境警備隊（BGF）に編入するように要請したが、NMSPは拒否。同じくBGF編入を拒否したSSA-Nやカチン独立軍（KIA）に対して国軍が攻撃を加え始めたので、これに対抗するために少数民族武装勢力が結集して設立した統一民族連邦評議会（UNFC）にNMSPも参加し、2017～2019年まで、NMSPのナイ・ホンサー（Nai Hong Sar）が議長を務めた。2012年2月1日には、1か月前に長年の盟友・KNUが政府と停戦合意したのを受けて、NMSPは再び政府と停戦合意を結び、2018年2月13日には、国民民主連盟（NLD）主導の連邦和平会議 - 21世紀パンロンにおいて、全国停戦合意（NCA）にも署名した。
2016年9月8日、タニンダーリ地方域・イェビュ郡区で、KNUとの間で武力衝突が生じ、2018年頃まで小競り合いが続いた。

### 2021年クーデター後
2021年クーデター後も、NMSPは対話路線を取って政府と和平交渉を続けており、モン州の各政党の統一組織であるモン統一党（MUP）・中央執行委員のバニャーアウンモー（Banyar Aung Moe）は、国家行政評議会（SAC）のメンバーにまでなった。しかしこの決定は多くの党員の反発を呼び、中央執行委員のメンバー21人を含む50人以上の党員がMUPを離党した。
一方、この状況に飽きたらない若者を中心にモン解放軍（Mon Liberation Army：MLA）、モン州防衛隊（Mon State Defense Force：MSDF）、モン州革命機構（Mon State Revolutionary Organization：MSRO）、そして国民防衛隊（PDF）などさまざまな武装組織が結成された。2024年2月14日には、NMSPから離脱したメンバーが新モン州党・反軍事独裁（NMSP‐AD）を結成し、2025年3月の時点で約1,000人ほどの兵力を擁している。
またモン州では、モン州連邦評議会（Mon State Federal Council：MSFC）とにモン州諮問評議会(Mon State Consultative Council ：MSCC)という2つの抵抗政治組織も結成されている。MSFCはMUPと密接な関係があり州南部で活動しているのに対し、MSCCはモン族よりビルマ族が多い州北部で活動しており、2025年3月の時点で両者の間に同盟関係はない。
このように武装組織・政治組織が乱立しているのが最大の課題だったが、2025年1月20日、NMSP-AD、MLA、MSDF、MSRF（モン州革命隊, Mon State Revolutionary Force）を統合して、ラーマニャ・コラムが結成されることが発表された。
しかしMSRO以下多くのPDFがカレン民族解放軍（KNLA）の下で軍事訓練を受けていることから、モン州でKNLAの影響が増すことを懸念する声もある。

## 教育活動
ミャンマーでは1962年から始まった軍事政権時代以降、それまで認められていたモン人の文化が弾圧されるようになり、州の学校ではモン語の授業も禁止されるようになった。こうした状況が続く中、NMSPは1990年代中頃から自分たちの学校制度を作って普及させる活動に乗り出すこととなり、2001年までに党の教育課は148のモン民族学校（英: Mon National Schools）と217の「混成学校」（政府系の学校で放課後にモン語を非公式に教える活動）をやりくりしていた。州の学校の方が授業料が高い割にモン語の使用を制限していたという事情もあるが、一時的に停戦協定が結ばれた1995年頃、NMSPが多くの村で敷いた教育体制は州のものよりも人気が高かった。

### モン民族大学
2022年、NMSP傘下のモン民族教育委員会（Mon National Education Committee: MNEC）はイェーチャウンピャーにモン民族大学を開校した。これは10年生以上を対象としたものである。同校の教育内容は普通教育開発、モン文化、英語、コンピューター、ジェンダー平等・障害・社会的包摂（GEDSI）、教育研修、メディア、モン語である。同校はタイ王国のパーヤップ大学およびマハーチュラロンコーンラージャヴィドゥャ大学と高等教育強化に関する協力の覚書を締結している。